# Кумар Нитеш
Нитеш Кумар Хисар, 30. децембар 1994) је индијски парабадминтон играч. Освојио је златну медаљу на Параолимпијским играма у Паризу 2024. у мушком синглу у категорији SL3. Два пута је освајач сребрне и једном бронзане медаље на Свјетском првенству. Кумар је током година освојио једну златну, једну сребрну и двије бронзане медаље на Азијским параиграма.

## Рани живот и образовање
Кумар је рођен 30. децембра 1994. у Бас Киртану, Раџастан. Године 2009, изгубио је лијеву ногу у жељезничкој несрећи у Висакапатнаму, Андра Прадеш. Након што је мјесецима био прикован за кревет, више од годину дана се припремао за пријемни испит за ИИТ и придружио се Индијском технолошком институту, Манди, 2014. године. Почео је да игра бадминтон на ИИТ-у, а 2016. године је представљао тим Харјане на Пара националном првенству. Живи у Карналу, Харјана, а подржава га спортска невладина организација, Олимпик Голд Квест.

## Каријера
Дебитовао је на међународној сцени 2016. године. Године 2017. освојио је своју прву титулу на Ирском парабадминтонском међународном првенству. Касније је учествовао и побеђивао на Свјетском првенству и освојио златну медаљу на Азијским параиграма 2022. у Хангџоуу, Кина.
Постао је свјетски број 3 у категорији SL3 14. јуна 2022. године.

### Тренерска каријера
Године 2019, почео је да ради као виши тренер бадминтона у Одјељењу за спорт и омладинске послове, Харјана.